# Омнизм

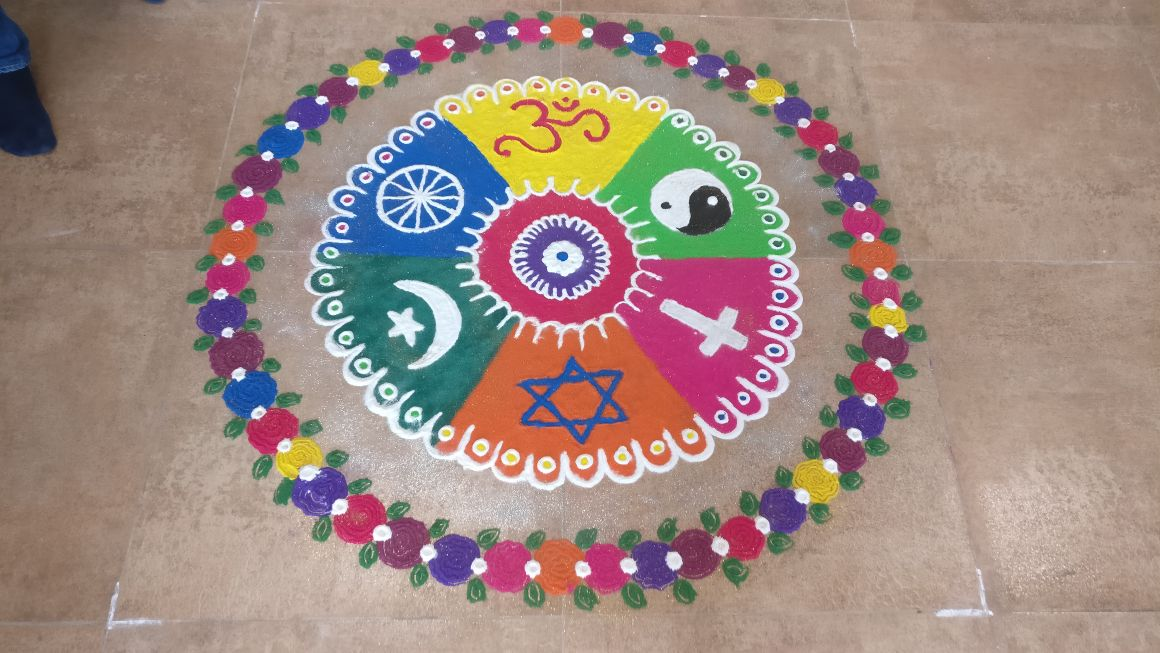

Омнизм — это признание и уважение всех религий и их богов (или их отсутствия). Тех, кто придерживается этой веры, называют «омнистами». Омнизм подобен синкретизму. Однако это религиозное направление также можно рассматривать как способ принять существование различных религий, не веря во всё, чему учит каждая из них.
В последние годы это течение набирает популярность. Многие омнисты утверждают, что все религии содержат определённые истины, но ни одна из них не предлагает объяснения, что есть истина «в чистом виде».

## Современное использование
Современное использование термина «омнизм» изменило «веру во все религии», он относится скорее к признанию всех религий. Оксфордский словарь английского языка уточняет, что омнист верит «в единую трансцендентную цель или причину, объединяющую все вещи или людей». Это не обязательно точное соответствие веры тех, кто называет себя омнистами. Некоторые интерпретируют это следующим образом: все религии содержат различные элементы общей истины, или противопоставляют омнизм догматизму, поскольку омнисты открыты для потенциальных истин всех религий. Однако, как и в случае с современной физикой, это не означает, что существует единственная трансцендентная цель или объединяющая причина. Действительно, может быть бесконечное количество возможностей или более глубокая форма неопределённости. Может быть влияние, более похожее на экзистенциализм, в котором сознание является силой, которая помогает определять реальность, но не является божественным влиянием.
Если исходить из определения «омнизма», который даёт Оксфордский словарь, то в этом отношении омнизм не является формой богословия, поскольку он не поддерживает и не выступает против конкретных верований о Боге. Учение омнизма призывает к познанию реальности на основе личного опыта и исследований, а также к принятию обоснованности различных религий. В этом и подразумевается его система ценностей или этических норм.

## Известные омнисты
- Филип Джеймс Бейли[англ.], впервые употребивший этот термин[2].
- Эллен Берстин, которая относит себя ко всем религиям, заявила, что она «дух, открывающийся истине, которая живёт во всех этих религиях»[3].
- Джон Колтрейн после того, как сам описал свой религиозный опыт, который помог ему избавиться от героиновой и алкогольной зависимости, стал более духовным, позже сказав: «Я верю во все религии»[4].
- Крис Мартин, который называл себя «все-теистом» - термин, придуманный им самим, относящийся к омнизму[5].

## См.также
- Эклектизм
- Пандеизм
- Многолетняя философия
- Религиозный плюрализм
- Религиозный синкретизм
- Универсализм
- Викисловарь:Всеобожие